# Csepeti Ádám
Csepeti Ádám (Budapest, 1984. december 3. –) magyar közgazdász.

## Munkássága
Felsőfokú tanulmányait a Budapesti Corvinus Egyetemen folytatta, ahol marketing főszakirányon, valamint gazdaságpolitika és irányítás mellék-szakirányon 2008-ban szerzett diplomát. Ezt követően felvételt nyert a Gazdálkodástani Doktori Iskolába, ahol disszertációját 2015-ben védte meg. Jelenleg a Budapesti Corvinus Egyetem Marketing és Média Intézetének adjunktusa, számos tantárgy – mint például marketingstratégia, marketingtervezés, kereskedelem-gazdaságtan, szolgáltatás-marketing – keretében tart előadásokat és vezet szemináriumokat. A Budapesti Corvinus Egyetem mellett rendszeres vendégoktató a kolozsvári Babeș–Bolyai Tudományegyetemen, a csíkszeredai Sapientia Erdélyi Magyar Tudományegyetemen és a Testnevelési Főiskolán is.
A felsőoktatás és az üzleti szféra szereplői közötti együttműködések elmélyítésének elkötelezett támogatójaként, valamint a kereskedelem és marketing szak szakmai gyakorlati felelőseként folyamatosan stabil vállalati partnerkapcsolatok kialakításán dolgozik, szervesen integrálva a döntéshozókat aktuálisan foglalkoztató marketingkérdéseket a különböző, általa vezetett kurzusokba. 2011 óta a szakmai gyakorlati felelősi pozíciót tölti be a Budapesti Corvinus Egyetem BA kereskedelem és marketing szakán.
Mindemellett, egyetemi kötelezettségein túl rendszeres tanácsadási és kutatási tevékenységet folytat, ügyvezető tulajdonosa a Market Orientation Stratégiai Tanácsadó Kft.-nek. Az elmúlt években tucatnyi üzleti projekt résztvevőjeként, később vezetőjeként tevékenykedett – többek között – olyan megrendelő vállalatok számára, mint pl. a MÁV, a Magyar Telekom, az OTP, a Bosch, a CIB Bank, a HungaroControl, a Henkel, MOL, a Unilever, a Hilti, az OVB, a Sara Lee, a Trans-Sped, a Magyar Divat és Design Ügynökség. 2022. júniusa óta a Miniszterelnökség stratégiai ügyek koordinációjáért felelős helyettes államtitkára.

## Érdekességek
Részt vesz a Kárpát-medencei gazdasági felsőoktatás fejlesztésében és a határon túli üzleti kapcsolatok bővítésében, mentora a Kolozsváron működő tehetséggondozó műhelynek, a Marketeam Szakkollégiumnak.